# Soriano nel Cimino
Soriano nel Cimino é uma comuna italiana da região do Lácio, província de Viterbo, com cerca de 8.185 (Cens. 2001) habitantes. Estende-se por uma área de 78,48 km², tendo uma densidade populacional de 104,29 hab/km². Faz fronteira com Bassano in Teverina, Bomarzo, Canepina, Vallerano, Vasanello, Vignanello, Viterbo, Vitorchiano.

## Demografia
| Variação demográfica do município entre 1861 e 2011                               |
|                                                                                   |
| Fonte: Istituto Nazionale di Statistica (ISTAT) - Elaboração gráfica da Wikipedia |